# Tanytarsus tumultuarius
Tanytarsus tumultuarius är en tvåvingeart som beskrevs av Ekrem och Reiss 1999. Tanytarsus tumultuarius ingår i släktet Tanytarsus och familjen fjädermyggor. Inga underarter finns listade i Catalogue of Life.